# طنبور بلقاني
الطنبور البلقاني هي آلة موسيقية وترية شائعة في البوسنة والهرسك وبلغاريا وكرواتيا ومقدونيا الشمالية وصربيا (خاصة فويفودينا). تحتوي على أوتار حديدية مزدوجة، وتُعزف مع ريشة العزف مثل آلة المندولين.

## التامبورا البلغارية

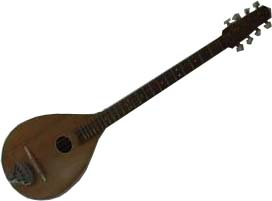
التامبورا البلغارية.

تحتوي التامبورا البلغارية على 8 أوتار حديدية مقسمة إلى أربع طبقات مزدوجة. تضبط جميع الطبقات في انسجام تام على مفتاح D3 D3 و G3 G3 و B3 B3 و E4 E4. غالبًا ما يصنع جسم الآلة من قطعة واحدة من الخشب.

## التامبورا المقدونية
التامبورا المقدونية تحتوي على 4 آوتار حديدية في طبقتان مزدوجتان.

## طريقة العزف
تُعزف التامبورا مع ريشة العزف، وتُعزف الدرجات الموسيقية القصيرة بالريشة من الأعلى ونزولاً للأسفل حسب غلظتها باهتزازات بطيئة، بينما يكون عزف الدرجات الموسيقية الطويلة مع اهتزازات أسرع. العزف الفردي للآلة يُعزف بأسلوب تقليدي، حيث تُعزف الخلفية الموسيقية بطبقة أعلى بينما تُعزف غيرها من الآلات.

## الشكل
كلا النوعان من آلة التامبورا يحتويان على نهاية طويلة ضيقة مع 18 إلى 20 طوقاً. ودائماً ما تُرتب الأطواق حاليّاً في النوع الشرقي العادي بمقياس 12 درجة موسيقية، بالرغم من استعمال نظام الفاراكس سابقاً. بينما جسم التامبورا البلغارية مُسطح ومُنبسط، على عكس التامبورا في مقدونيا حيث تكون أكثر استدارة وتحدبّاً.